# Водное поло на летней Универсиаде 1983
Ватерпольный турнир на летней Универсиаде 1983 проходил в Эдмонтоне (Канада). Соревновались мужские сборные команды. Чемпионом Универсиады стала сборная Советский союз.

## Медальный зачёт
| Место | Страна | Золото | Серебро | Бронза | Всего |
| ----- | ------ | ------ | ------- | ------ | ----- |
| 1     | СССР   | 1      | 0       | 0      | 1     |
| 2     | США    | 0      | 1       | 0      | 1     |
| 3     | Куба   | 0      | 0       | 1      | 1     |

| Чемпион Универсиады по водному поло 1983 |
| ---------------------------------------- |
| СССР Третий титул                        |

## Ссылка
- Universiade water polo medalists on HickokSports (англ.)